# Nußdorf am Attersee
Pour les articles homonymes, voir Nußdorf.
Nußdorf am Attersee est une commune autrichienne du district de Vöcklabruck en Haute-Autriche.